# Times of Our Lives (альбом Джуди Коллинз)
Times of Our Lives — четырнадцатый студийный альбом американской певицы Джуди Коллинз, выпущенный в 1982 году на лейбле Elektra Records.

## Об альбоме
Предыдущий альбом Коллинз стал провальным в коммерческом плане, впервые с 1964 года она не попала в первую сотню с новым альбомом. Для работы над данной пластинкой певица привлекла в качестве продюсеров Лью Хон и Арифа Мардина, последний уже работал с певицей над её хитовым альбомом Judith 1975 года. На этот раз певица не использовала народные песни, а половина материала написана была ею самой. Другая половина представлена песнями Хью Прествуда и Анны МакГарригл.
Также для альбома была записана песня «Memory» из мюзикла «Кошки». Коллинз была первой из исполнителей, кто записал эту песню вне Бродвея. Песня была выпущена в качестве сингла, тем не менее осталась в тени из-за версий Барри Манилоу и Барбры Стрейзанд, которые вышли в тот же момент времени.
Ещё до выхода альбома Коллинз появилась в мыльной опере CBS «Направляющий свет», исполнив две песни из готовящегося к выпуску альбома: «Great Expectations» и «It’s Gonna Be One of Those Nights».
Альбом пробыл в чарте Billboard Top LPs & Tape всего пять недель, добравшись лишь до 190-го места.

## Отзывы критиков
Рецензент Stereo Review заявил, что это интереснее и лучше, чем её последние два или три альбома, нацеленных на коммерцию, как и её выступления. Очевидным улучшением является то, что она снова поёт в тональности, хотя ни одна из этих извилистых мелодий, похоже, не требует от певицы какой-либо определенной высоты тона.

## Список композиций
| №  | Название                            | Автор(ы)                                     | Длительность |
| -- | ----------------------------------- | -------------------------------------------- | ------------ |
| 1. | «Great Expectations»                | Хью Прествуд                                 | 3:54         |
| 2. | «The Rest of Your Life»             | Джуди Коллинз                                | 4:43         |
| 3. | «Grandaddy»                         | Джуди Коллинз                                | 3:24         |
| 4. | «It’s Gonna Be One of Those Nights» | Хью Прествуд                                 | 3:38         |
| 5. | «Memory»                            | Эндрю Ллойд Уэббер, Т. С. Элиот, Тревор Нанн | 4:13         |

| №  | Название                   | Автор(ы)        | Длительность |
| -- | -------------------------- | --------------- | ------------ |
| 1. | «Sun Son»                  | Анна МакГарригл | 4:18         |
| 2. | «Mama Mama»                | Джуди Коллинз   | 3:38         |
| 3. | «Drink a Round to Ireland» | Хью Прествуд    | 3:48         |
| 4. | «Angel on My Side»         | Джуди Коллинз   | 4:31         |
| 5. | «Don’t Say Goodbye Love»   | Джуди Коллинз   | 4:39         |

## Позиции в хит-парадах
| Хит-парад (1982)    | Высшая позиция |
| ------------------- | -------------- |
| США (Billboard 200) | 190            |